# Kauman (Wiradesa)
Kauman is een bestuurslaag in het regentschap Pekalongan van de provincie Midden-Java, Indonesië. Kauman telt 3730 inwoners (volkstelling 2010).